# Mikołaj Kowal-Miedźwiecki
Mikołaj Kowal-Miedźwiecki (ukr. Микола Опанасович Коваль-Медзвецький, ur. 23 stycznia?/4 lutego 1868 w Niżniej Kropiwnie w guberni podolskiej, zm. 10 września 1929 w Warszawie) – rosyjski, a następnie ukraiński wojskowy (generał major), geodeta, astronom, emigrant.

## Życiorys
Ukończył szkołę realną w Mohylewie Podolskim, zaś w 1889 gimnazjum klasyczne w Żytomierzu. Wstąpił do armii rosyjskiej. W 1891 ukończył junkierską szkołę piechoty w Moskwie. Służył w stopniu podporucznika w 2 Nowogieorgijewskiej Baterii Artylerii Fortecznej w Twierdzy Modlin. W 1894 awansował do stopnia porucznika, zaś w 1898 sztabskapitana. W 1899 ukończył studia na wydziale geodezyjnym nikołajewskiej akademii sztabu generalnego, uzyskując stopień kapitana. W 1901 przeszedł do oddziału wojskowo-topograficznego sztabu Turkiestańskiego Okręgu Wojskowego. Objął funkcję kierownika obserwatorium geodezyjno-astronomicznego w Czardżou w Turkmenii; była to jedna z placówek, wyznaczonych przez Międzynarodową Komisję Geodezyjną do obserwacji zmian kierunku osi obrotu Ziemi. W międzyczasie dowodził kompanią 17 Turkiestańskiego Batalionu Budowlanego. W 1903 r. mianowano go podpułkownikiem. Od 1904 r. służył w oddziale wojskowo-topograficznym Priamurskiego Okręgu Wojskowego. Prowadził w Mandżurii pomiary triangulacyjne. W 1905 r. objął funkcję zastępcy szefa oddziału geodezyjnego Zarządu Wojskowo-Topograficznego Sztabu Głównego, a następnie zastępcy szefa oddziału geodezyjnego Zarządu Wojskowo-Topograficznego Głównego Zarządu Sztabu Generalnego. W 1907 r. został pułkownikiem. Od 1909 r. stał na czele wydziału geodezyjnego oddziału wojskowo-topograficznego Głównego Zarządu Sztabu Generalnego. W 1910 r. dokonał pomiaru bazy triangulacyjnej pod Petersburgiem z wykorzystaniem najnowocześniejszych ówcześnie przyrządów – szwedzkich inwarowych drutów Jaederina (wraz ze skonstruowanym przez siebie komparatorem). W 1911 r. objął funkcję komendanta wojskowej szkoły topograficznej w Sankt Petersburgu. W 1913 r. awansował na generała majora. Wiosną 1917 r. samowolnie przybył do Kijowa w celu ukrainizacji miejscowych oddziałów wojskowych. Pod koniec maja tego roku stanął na czele kijowskiego wojskowego zarządu topograficznego. Od poł. marca 1918 r. był szefem Głównego Zarządu Geodezyjnego armii ukraińskiej. Jednocześnie w 1919 r. wszedł w skład Rady Ministerstwa Wojny Ukraińskiej Republiki Ludowej. W 1920 r. wykładał w szkole wojskowej w Kamieńcu Podolskim. W tym samym roku został mianowany generałem porucznikiem. Pod koniec 1920 r. wraz z wojskami ukraińskimi został internowany w Polsce. Od października 1921 r. był starszym asystentem w obserwatorium astronomicznym Uniwersytetu Jagiellońskiego w Krakowie. Od stycznia 1924 r. pracował w Głównym Urzędzie Miar w Warszawie. Jednocześnie był członkiem Kolegium Naukowego GUM oraz kierownikiem kilku działów (metrologii długości, grawimetrycznego, służby czasu). Dążył do udoskonalenia metod badawczych w polskiej geodezji, pod jego kierownictwem skonstruowano m.in. tzw. komparator główny (służący do badania metrowych lub krótszych przymiarów) oraz kilka komparatorów geodezyjnych (m.in. dla drutów Jaederina). Kierował pracami pomiarowymi baz triangulacyjnych Ożarów-Białuty oraz grodzieńskiej i szubińskiej. Został członkiem Komitetu Narodowego Polskiej Akademii Umiejętności w Unii Geodezyjno-Geofizycznej, zasiadał w komitetach redakcyjnych miesięcznika „Przegląd Mierniczy” i kwartalnika „Wiadomości Służby Geograficznej”.

## Wybrane publikacje
- Pomiar bazy warszawskiej w r. 1924 („Przegląd Mierniczy” 1925)
- Wyznaczenie azymutu astronomicznego bazy warszawskiej Ożarów-Białuty („Przegląd Mierniczy” 1926)
- GUM na usługach geodezji polskiej w latach 1918-1928 („Przegląd Mierniczy” 1926)
- Pomiar bazy grodzieńskiej („Wiadomości Służby Geograficznej”) 1928)
- Czterowahadłowy przyrząd Sternecka do pomiarów przyśpieszenia siły ciężkości (Warszawa 1928)
- Wyznaczenie siły ciężkości w Gdyni, Kartuzach i Warszawie (Warszawa 1928)
- Komparator geodezyjny Głównego Urzędu Miar (Warszawa 1929)